# Горњи Вињани
Горњи Вињани су насељено место у саставу града Имотског, Сплитско-далматинска жупанија, Република Хрватска.

## Историја
До територијалне реорганизације у Хрватској налазили су се у саставу старе општине Имотски.

## Становништво
На попису становништва 2011. године, Горњи Вињани су имали 1.422 становника.
| Број становника по пописима | Број становника по пописима | Број становника по пописима | Број становника по пописима | Број становника по пописима | Број становника по пописима | Број становника по пописима | Број становника по пописима | Број становника по пописима | Број становника по пописима | Број становника по пописима | Број становника по пописима | Број становника по пописима | Број становника по пописима | Број становника по пописима | Број становника по пописима |
| --------------------------- | --------------------------- | --------------------------- | --------------------------- | --------------------------- | --------------------------- | --------------------------- | --------------------------- | --------------------------- | --------------------------- | --------------------------- | --------------------------- | --------------------------- | --------------------------- | --------------------------- | --------------------------- |
| 1857                        | 1869                        | 1880                        | 1890                        | 1900                        | 1910                        | 1921                        | 1931                        | 1948                        | 1953                        | 1961                        | 1971                        | 1981                        | 1991                        | 2001                        | 2011                        |
| 0                           | 0                           | 907                         | 1.026                       | 1.182                       | 1.347                       | 0                           | 1.687                       | 1.647                       | 1.662                       | 1.658                       | 1.669                       | 1.467                       | 1.500                       | 1.417                       | 1.422                       |

Напомена: Насеља под именом Доњи Вињани и Горњи Вињани исказују се од 1880. У 1857. и 1869. исказано је насеље под именом Вињани, за које су подаци садржани у насељу Доњи Вињани. У 1921. подаци су садржани у насељу Доњи Вињани, а у 1857. и 1869. и део података, тј. подаци за припадајући део насеља.

### Попис1991.
На попису становништва 1991. године, насељено место Горњи Вињани је имало 1.500 становника, следећег националног састава:
| Попис 1991.‍   | Попис 1991.‍ | Попис 1991.‍ | Попис 1991.‍ | Попис 1991.‍ |
| ------------- | ----------- | ----------- | ----------- | ----------- |
|               |             |             |             |             |
| Хрвати        | Хрвати      |             | 1.484       | 98,93%      |
| Немци         | Немци       |             | 2           | 0,13%       |
| Црногорци     | Црногорци   |             | 1           | 0,06%       |
| непознато     | непознато   |             | 13          | 0,86%       |
| укупно: 1.500 |             |             |             |             |